# Стошянка
Стошянка (словац. Stošianka) — річка в Словаччині, права притока Вагу, протікає в окрузі Ліптовський Мікулаш.
Довжина приблизно 6,1—7,1 км. Витік лежить у масиві Ліптовська улоговина (геоморфологічна підодиниця Смречанська височина; схил гори Штефан); на висоті близько 850 метрів. Протікає територією міста Ліптовський Мікулаш (міська частина Стошице)..
Впадає у Ваг на висоті приблизно 595—600 метрів.